# 坂本龍馬 (テレビドラマ)
『坂本龍馬』（さかもとりょうま）は、1989年3月31日にTBSで放映された大型時代劇特別企画である。本作では、年初以外の放送はシリーズ初にして唯一である。

## 概要
TBS大型時代劇スペシャルのシリーズの中で唯一年初以外の放送だが、主要キャストの多くは他の作品と共通している。真田広之、名取裕子、松方弘樹、十朱幸代、若山富三郎他、豪華キャストが集結。
端役でブレイク前の香川照之、財前直見、竹中直人らが出演。
前作の『織田信長』で監督だった中島貞夫が本作も続投。同作で主演の渡辺謙がナレーターを担当。
土佐郷士株を持つ裕福な商家に生まれ、脱藩後は志士として活動、貿易会社と政治組織を兼ねた亀山社中（後の海援隊）を結成し、薩長同盟の斡旋、大政奉還の成立に尽力するなど倒幕および明治維新に影響を与えながらも、大政奉還成立の1ヶ月後に近江屋事件で暗殺されるまでの、日本の夜明けのために尽力した坂本龍馬の33年間の短い生涯を青春群像的に描いていく。

## キャスト
- 坂本龍馬：真田広之
- お龍：名取裕子
- 武市半平太：三浦友和
- 坂本乙女：かたせ梨乃
- 千葉さな子：野村真美
- 千葉重太郎：勝野洋
- 中岡慎太郎：美木良介
- 高杉晋作：井上純一
- 岡田以蔵：竹中直人
- 池田虎之進：清水健太郎
- 陸奥陽之助：金田明夫
- 近藤長次郎：香川照之
- 吉田東洋：御木本伸介
- 秋尾の兄[1]：成瀬正孝
- 坂本権平：渡辺篤史
- 大久保利通：真夏竜吾
- 後藤象二郎：誠直也
- 三吉慎蔵：西村陽一
- おたみ：財前直見
- 武市富子：藤奈津子
- 坂本春猪：松本友里
- 高松太郎：山本陽一
- 千葉重太郎の妻：山本ゆか里
- 山内容堂：若林豪
- 徳川慶喜：中条きよし
- 千葉貞吉：下川辰平
- 桂小五郎：篠田三郎
- お登勢：浅茅陽子
- 秋尾[2]：十朱幸代
- 永井玄番頭：若山富三郎
- 勝海舟：滝田栄
- 西郷隆盛：松方弘樹
- その他：伊庭剛、北原佐和子、武井三二、村上良一、真矢武、山本亨、西田真吾、甲斐道夫、栗原敏、筒井巧、福本清三、唐沢民賢、岩尾正隆、野口貴史、阿波地大輔、司裕介、ほか
- 語り：渡辺謙

## スタッフ
- 監督：中島貞夫
- 脚本：中島貞夫、志村正浩、大津一郎、桂木薫
- 音楽：佐藤勝
- 主題歌：宮原学「JUST LIKE RAIN」
- 技斗：上野隆三（本体担当）、三好郁夫（別班担当）
- 別班監督：土橋亨
- 特撮：特撮研究所

監督：矢島信男
操演：鈴木昶
操演助手：尾上克郎、穂坂靖、明石照男、渋谷祐一
撮影：高橋政千
撮影助手：石渡均、倉持武弘、高橋義仁
照明：佐々木政一
美術：佛田洋
- ロケ協力：長崎オランダ村、マリンパーク境ガ浜、大覚寺、下鴨神社
- 企画：杉本直幸、清水敬三
- プロデュース：厨子稔雄、中山正久、浜井誠
- 製作：TBS、東映